# Stuart Blumberg
Stuart Ethan Blumberg (Cleveland, 19 luglio 1969) è uno sceneggiatore, regista e produttore cinematografico statunitense.
Ha ottenuto la candidatura ai Premi Oscar 2011, ai Golden Globe 2011 e ai Premi BAFTA 2011 per il suo lavoro di sceneggiatura nel film I ragazzi stanno bene (condiviso con Lisa Cholodenko). 

## Filmografia

### Sceneggiatura e regia
- Tentazioni (ir)resistibili (Thanks for Sharing) (2012)

### Sceneggiatura
- Tentazioni d'amore (2000)
- La ragazza della porta accanto (2004)
- I ragazzi stanno bene (2010)